# 聖安德魯主教座堂
聖安德魯斯主教座堂（英文：The Cathedral of St Andrews）是英國蘇格蘭的一座羅馬天主教的主教座堂遺跡，位於聖安德魯斯。這座教堂修建於1158年，曾是中世紀天主教在蘇格蘭的中心。16世紀蘇格蘭宗教改革之後，這座教堂被廢棄。現在聖安德魯主教座堂長約119米（390英尺）。是蘇格蘭歷史上規模最大的教堂。

## 历史

### 创立
圣安德鲁斯主教座堂的建立是因为原址附近的圣芮格鲁斯（圣鲁尔）教堂（St. Regulus Church）已经不敷使用。工程从1158年开始，持续了超过一个世纪。1272年，一场风暴摧毁了教堂西侧，修复工作在1279年完成。1318年，工程终于完成。新落成的教堂有一座钟塔和六座刀塔。1318年7月5日，国王罗伯特一世为教堂揭幕。据称在开幕典礼上，他亲自骑马穿过中殿。
座堂日常由奥斯丁会教士和圣安德鲁斯修道院维护。在15世纪晚期，方济各会和道明会的修士纷纷在圣安德鲁斯置办物业。

### 废弃
1559年6月，一群受约翰·诺克斯鼓动的新教徒们洗劫了座堂。他们摧毁了内部装饰。在是次袭击后，教堂逐步衰败，并被拆下用作建筑原料。到了1561年，教堂被彻底遗弃，沦为废墟。

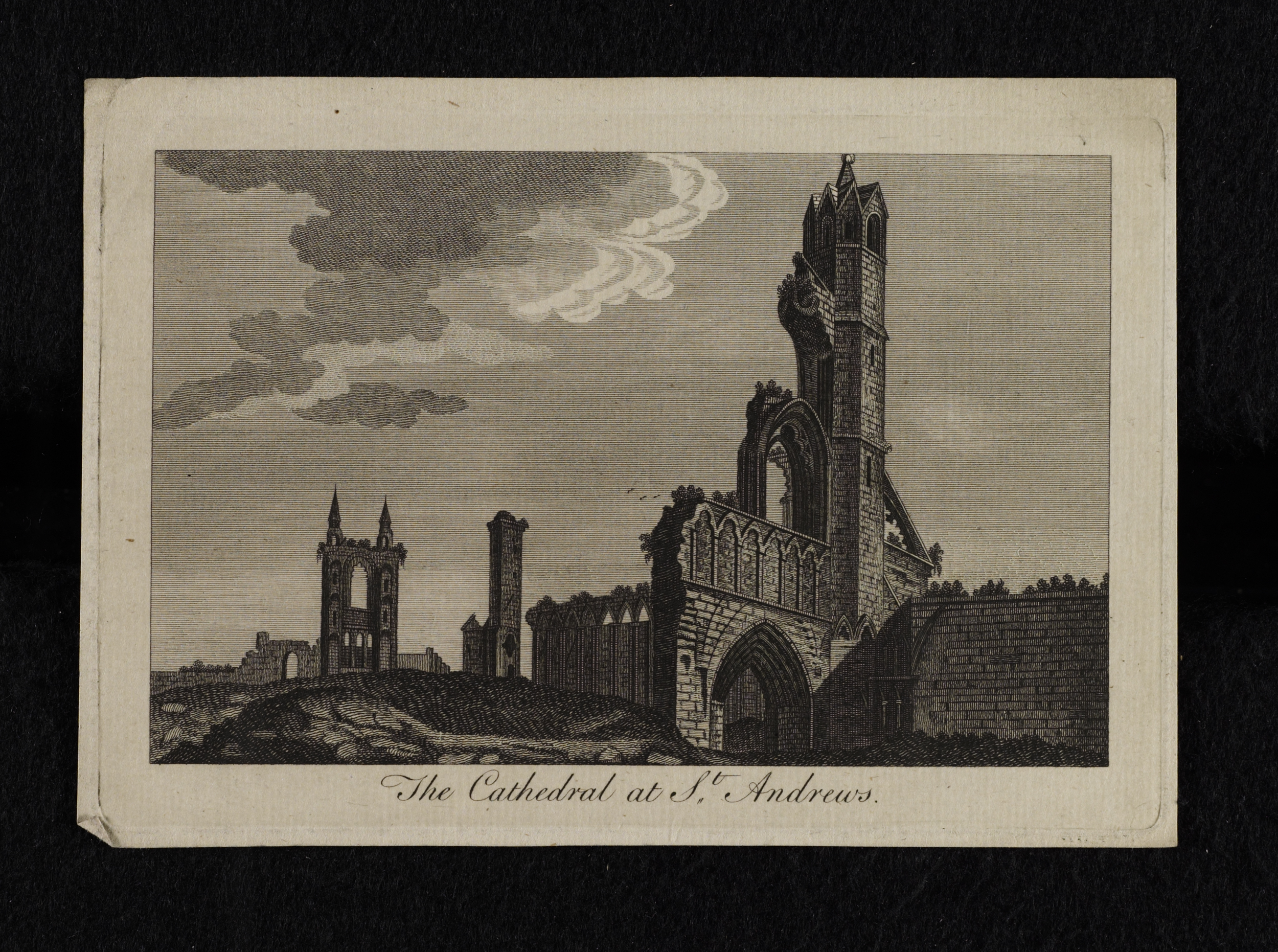
圣安德鲁斯座堂的中殿遗址

大约在16世纪末，钟塔已经不复存在。钟塔倒塌的时候也破坏了北墙。之后的几个世纪，拿走教堂石料的情况一直存在并且无人阻拦。直至1826年，人们又对保护教堂产生了兴趣，在原址的地上保留了教堂的轮廓。还剩下的大型结构仅有东西两侧的山墙，中殿的南墙和南耳室的西墙，大部分是诺曼和苏格兰早期风格。
至于教堂旁的修道院，在17世纪末仍保存完好。但是今天除了部分的墙体和拱形通道外，几乎没有剩下什么结构。

## 圣鲁尔斯塔

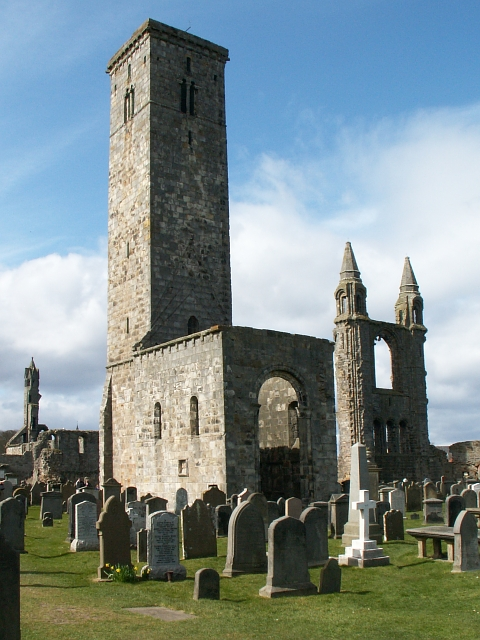
圣鲁尔斯塔

圣鲁尔斯塔（St Rule's tower）位于座堂东南侧。在12世纪前，该塔是圣芮格鲁斯堂的塔楼，教堂存放着圣鲁尔从希腊带来的圣安德鲁的遗骨。后来圣芮格鲁斯堂被圣安德鲁斯主教座堂取代。虽然旧教堂被保留了下来，但目前仅剩塔楼和部分的唱诗席殿。高33公尺的塔楼是圣安德鲁斯镇上的制高点之一，游客可以登塔俯瞰小镇和眺望远方。在中世纪时，登上塔楼需要通过木质楼层之间的梯子，但18世纪时新增了石制的旋转楼梯。

## 墓园
圣安德鲁斯座堂附近有两个墓园，分别是座堂墓园和东墓园。不少苏格兰和本地的名人都埋葬于其中。其中著名的有：

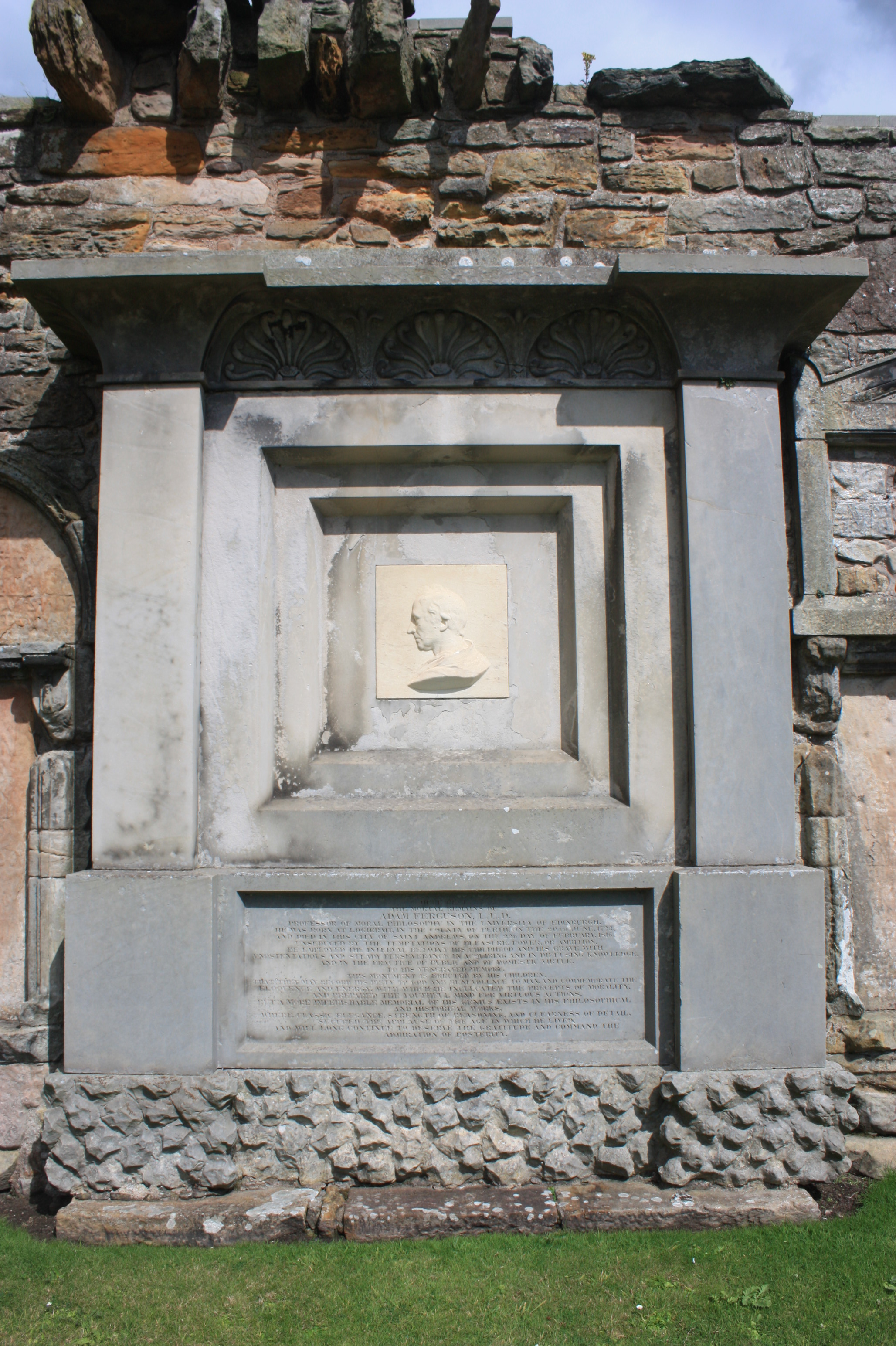
亚当·弗格森之墓

- 亚当·弗格森

此外，东墓园内有一些英联邦阵亡将士的墓，

## 外部連結
- 聖安德魯主教座堂 - site information from Historic Scotland
- La Catedral de San Andrés, Escocia [Saint Andrews Cathedral, Scotland]